# Rotskabeljauw
De rotskabeljauw (Eleginops maclovinus) is een straalvinnige vis en de enige vis uit de familie Eleginopidae en het geslacht Eleginops. De wetenschappelijke naam van de soort is voor het eerst geldig gepubliceerd in 2001 door Meisner. De vis kan een lengte bereiken van 60 centimeter.

## Leefomgeving
De rotskabeljauw is een zoutwatervis. De vis prefereert een gematigd klimaat en komt voor in de Grote en Atlantische Oceaan.

## Relatie tot de mens
De rotskabeljauw is voor de visserij van beperkt commercieel belang. In de hengelsport wordt er weinig op de vis gejaagd.